# Équipe cycliste Teka
Teka est une équipe cycliste espagnole, basée à Santander, ayant existé de 1976 à 1990. Sponsorisée par le fabricant d'électroménager Teka, elle a notamment remporté le Tour d'Espagne 1982 avec Marino Lejarreta.

## Palmarès

### Grands tours
Tour d'Espagne
15 participations
 1 victoire finale : Marino Lejarreta en 1982
3 victoires au classement par points : Francisco Javier Cedena en 1981, Alfonso Gutiérrez en 1987 et Malcolm Elliott en 1989
2 victoires au classement de la montagne : Pedro Torres en 1977 et Andrés Oliva en 1978
Meilleure équipe en 1977 et 1984
Tour de France
10 participations (1977,1978,1979,1980,1981,1982,1984,1986,1987,1988)

### Classiques
- Classique de Saint-Sébastien : Marino Lejarreta en 1981 et en 1982.

### Courses par étapes
- Tour de Catalogne : Marino Lejarreta en 1980 et Alberto Fernández Blanco en 1982
- Tour du Pays basque : Alberto Fernández Blanco en 1980
- Semaine catalane : Reimund Dietzen en 1989

## Principaux coureurs
- Miguel María Lasa (1977-1978)
- Klaus-Peter Thaler (1977-1980)
- Domingo Perurena (1979)
- José Pesarrodona (1979)
- Bernard Thévenet (1980)
- Marino Lejarreta (1980-1982)
- Alberto Fernández Blanco (1980-1982)
- Federico Echave (1981-1986)
- Jesús Blanco Villar (1982-1988)
- Alfonso Gutiérrez (1983-1989)
- Reimund Dietzen (1983-1990)
- Peter Hilse (1985-1990)
- Malcolm Elliott (1989-1990)
- Régis Clère (1987-1989)